# Hidden & Dangerous
Hidden & Dangerous – komputerowa taktyczna gra akcji w realiach II wojny światowej, wyprodukowana przez Illusion Softworks i wydana w 1999 przez TalonSoft. Gracz przejmuje w niej kontrolę nad czterema żołnierzami SAS-u, wykonującymi działania rajdowe na terenach okupowanych przez III Rzeszę.
Gra została pozytywnie przyjęta przez recenzentów. 7 lutego 2000 ukazał się dodatek do niej, zatytułowany Hidden & Dangerous: Devil’s Bridge. Gra wraz z dodatkiem została udostępniona do pobrania jako Hidden & Dangerous Deluxe.

## Fabuła
Akcja gry zaczyna się w 1942 roku, kiedy oddział komandosów zostaje wysłany do Włoch z misją uratowania zestrzelonych brytyjskich lotników. Drużyna ląduje na spadochronach i spotyka się z członkami włoskiego ruchu oporu. Następnie infiltrują zbombardowaną poprzedniego dnia rafinerię, gdzie mają być przytrzymywani piloci. Od pracującego na miejscu robotnika przymusowego żołnierze dowiadują się, że lotnicy zostali odstawieni na pobliską stację kolejową. Przed odejściem wysadzają ocalałe zbiorniki z paliwem. W kolejnej misji komandosi atakują stację kolejową, gdzie okazuje się, że poszukiwani piloci odjechali ostatnim transportem. Drużyna niszczy działka przeciwlotnicze, wzywa alianckie bombowce na dworzec i wycofuje się. Tymczasem włoscy partyzanci wysadzają most przed niemieckim pociągiem. W ostatniej misji pierwszej kampanii oddział oczyszcza teren wokół mostu kolejowego, niszczy wagon pancerny i wreszcie uwalnia alianckich lotników.
Druga kampania (chronologicznie pierwsza) rozgrywa się w okupowanej Jugosławii jesienią 1941 roku. Drużyna przybywa z zadaniem przerwania niemieckiego szlaku zaopatrzeniowego na Dunaju. Oddział ląduje w dużym rozproszeniu, lecz mimo początkowych trudności żołnierze odnajdują się, likwidują poszukujące ich patrole i wspólnie kierują się w stronę celu. W kolejnej misji żołnierze docierają do miasta Veliko Gradište, gdzie przy pomocy cywilnych ubrań niepostrzeżenie przedostają się na pobliską wyspę i zdobywają kuter rybacki. Przy jego pomocy drużyna przedostaje się w pobliże tamy, gdzie z powodzeniem atakuje obiekt i niszczy śluzę przy użyciu działa zdobycznego czołgu Tygrys. Później żołnierze odchodzą w stronę granicy z Rumunią. Przebijają się przez teren dawnej bazy partyzanckiej zajętej przez rumuńskich żandarmów, by w ostatniej misji kampanii ewakuować się z opuszczonego lotniska polowego bombowcem Lancaster.
Trzecia kampania rozgrywa się w 1943 roku w Niemczech. Oddział ma zniszczyć fabrykę niemieckiej tajnej broni oraz wykonać inne zadania. W pierwszej misji komandosi zajmują dworek, w którym niszczą archiwa nieprzyjaciela i uwalniają alianckich jeńców. Następnie szturmują rezydencję niemieckiego oficera o nazwisku Steiner, który ma informacje na temat fabryki. Biorą go do niewoli i zmuszają do współpracy. W kolejnym etapie drużyna przebrana w niemieckie mundury przedostaje się do biura Steinera. Ten na miejscu okazuje się być lojalny wobec sprawy niemieckiej i wszczyna alarm. Mimo to komandosi likwidują straże i wysadzają fabrykę w powietrze. Po wyjściu z podziemi żołnierze przebijają się przez teren przylegającego do fabryki obozu pracy, kradną transporter opancerzony Sd.Kfz.251 i w następnej misji uciekają, forsując blokady drogowe oraz walcząc ze ścigającymi ich oddziałami niemieckimi. Ostatecznie docierają do wybrzeża, gdzie po odparciu ataku niemieckiej piechoty i czołgów odlatują łodzią latającą Catalina.
Celem czwartej kampanii, rozgrywającej się na początku 1944 roku, jest zniszczenie zakładów przemysłowych w okupowanej Norwegii, w których trwają pracę nad niemiecką bronią atomową. Oddział zaczyna akcję od naprowadzenia artylerii okrętowej alianckiej floty na nadbrzeżną elektrownię. Następnie komandosi wyruszają w głąb lądu i pod osłoną nocy niszczą ukryte w górach laboratoria oraz wieżę radiową. W kolejnym etapie drużyna wysadza podziemną fabrykę ciężkiej wody. Po wykonaniu głównego zadania komandosi przedostają się do bazy niemieckich U-Bootów, po czym wysadzają łódź podwodną i ewakuują się zdobyczną niemiecką ciężarówką.
Piąta kampania zawiera tylko jedną misję. Oddział zostaje dostarczony Cataliną nad Morze Północne, gdzie tonie trafiony przez aliantów krążownik „Lützow”. Komandosi dokonują abordażu, likwidują pozostałych na miejscu członków załogi i kradną egzemplarz niemieckiej maszyny szyfrującej Enigma.
Ostatnia kampania rozgrywa się pod koniec wojny w Czechosłowacji. W maju 1945 roku oddział trafia do ogarniętej powstaniem Pragi, gdzie ma przejąć niemieckiego naukowca Franza Kliegemanna, który zdecydował się dobrowolnie współpracować z aliantami, aby nie wpaść w ręce Sowietów. Drużyna pokonując barykady, snajperów, czołg oraz licznych żołnierzy wroga wydostaje się z czeskiej stolicy, żeby w ostatniej misji w grze ewakuować się z Kligemanem z pobliskiego lotniska bombowcem Lancaster, walcząc z Niemcami i uciekając przed nadciągającymi oddziałami Armii Czerwonej.

## Hidden & Dangerous: Devil's Bridge
W pierwszej kampanii dodatku oddział zostaje przerzucony do okupowanej Polski w 1944 roku, gdzie atakuje niemieckie lotnisko, nawiązuje kontakt z lotnikiem służącym pod przykrywką w Luftwaffe i wspólnie z nim wykrada eksperymentalny niemiecki samolot Ju 287. Ten jednak zostaje zestrzelony przez amerykański myśliwiec w czasie powrotu do Anglii, a drużyna wraz z pilotem zruszczona jest do skoku ze spadochronem, obrony na wybrzeżu i ostatecznie ewakuacji przy pomocy barki desantowej.
Druga kampania rozgrywa się w czasie ofensywy w Ardenach. Drużyna prowadzi zadania za liniami wroga mające na celu wsparcie atakowanych wojsk amerykańskich. W pierwszej misji komandosi z powodzeniem niszczą niemiecki most pontonowy na strategicznym szlaku zaopatrzeniowym. W drugim etapie oddział otrzymuje zadanie znalezienia amerykańskich jeńców i eskortowania ich przez linię frontu. Okazuje się jednak, że poszukiwani Amerykanie zostali rozstrzelani (patrz: masakra w Malmedy). Na koniec drużyna zajmuje niemiecką bazę polową i utrzymuje ją aż do nadejścia wojsk amerykańskich.
Ostatnia kampania dodatku i zarazem pierwszej części Hidden & Dangerous rozgrywa się w 1946 roku w czasie wojny domowej w Grecji. Na prośbę rządu greckiego oddział brytyjskich komandosów zostaje wysłany z zadaniem likwidacji komunistycznego terrorysty Kostakipulosa. W pierwszym starciu drużyna oswobadza zajętą przez partyzantów wioskę, uniemożliwiając przeciwnikom wysadzenie kościoła z przetrzymywanymi zakładnikami. Następnie komandosi ruszają przez wąski wąwóz, mozolnie torując sobie drogę przez kolejne zasadzki. W trzecim etapie oddział dociera do starożytnych ruin, w których znajduje podziemne przejście do ostatniego bastionu Kostakipulosa. Tam drużyna zabija przywódcę terrorystów, wszystkich chroniących go partyzantów oraz oficerów NKWD.

## Rozgrywka
Hidden & Dangerous oferuje możliwość gry zarówno w trybie trzecioosobowym, jak i pierwszoosobowym, pomiędzy którymi można przełączać się za pomocą skrótu klawiszowego.
Na początku fabuły gracz wybiera członków swojego oddziału, mając do dyspozycji krótki życiorys, zdjęcie oraz statystyki umiejętności każdego kandydata. Zrekrutować można do ośmiu żołnierzy, lecz drużyna w czasie akcji może liczyć maksymalnie czterech ludzi, pomiędzy którymi gracz ma możliwość przełączać się w dowolnym momencie gry. W przypadku śmierci jednego z komandosów, po wykonaniu misji gracz może dobrać na jego kolejnego komandosa ze swojej ekipy, a po zakończeniu kampanii istnieje możliwość zrekrutowania nowych członków oddziału na miejsce poległych lub ich wymiany. Przed każdą kampanią gracz wybiera broń i wyposażenie dla drużyny, które przed poszczególnymi misjami rozdysponowuje pomiędzy żołnierzy. Przed każdą misją wyświetlana jest odprawa, podsumowująca postawione przed oddziałem zadania i prezentująca graficzne wyobrażenie przyszłego pola bitwy.
Gra oferuje szeroki arsenał broni historycznej z epoki, od noży i pistoletów, przez pistolety maszynowe i karabiny wyborowe, po ręczne karabiny maszynowe oraz granatniki przeciwpancerne. Dostępna jest zarówno broń aliancka (brytyjska, amerykańska i czechosłowacka), jak też arsenał nieprzyjaciela (produkcji niemieckiej i sowieckiej). Ponadto do dyspozycji gracza oddano wiele innych elementów wyposażenia wojskowego, takich jak ładunki wybuchowe, apteczki, kompas, lornetkę itd. Ponadto w niektórych misjach istnieje możliwość użycia mundurów nieprzyjaciela lub ubrań cywilnych.
Zarówno w trybie jedno-, jak i wieloosobowym można kierować pojazdami (samochodami, łodziami, transporterem opancerzonym itd.) oraz obsługiwać ich uzbrojenie, jeśli je posiadają.

## Odbiór
Wersje gry na PC i Dreamcast otrzymały „przeciętne” recenzje według agregacja recenzji Metacritic. Garrett Kenyon z „NextGen” powiedział o drugiej wersji: „Chociaż drobne błędy i niedociągnięcia graficzne sprawiają, że ta gra nie jest klasyką, TalonSoft wykonał świetną robotę, prezentując solidną grę z wystarczającą liczbą misji, opcji i niespodzianek, dzięki którym będziesz wracać po więcej”.
Magazyn „Edge” recenzował dziewiątą z dziesięciu wersji gry na PC, stwierdzając: „Pewne aspekty systemu sterowania są niezgrabne i czasami występują anomalie graficzne, jednak Hidden and Dangerous [sic!] to tak ogromny sukces, że przyćmiewa wszelką krytykę. To wymagająca, głęboka, niezwykle klimatyczna i intensywna przygoda. Triumf gier na PC”. Jednak Stephen Redwood z portalu AllGame przyznał tej samej wersji gry na PC 3,5 gwiazdki na 5, stwierdzając, że „najlepiej można ją opisać jako pudełkowy potencjał, ale konsumenci nie płacą za potencjał. Płacą za wyniki”. Kevin „BIFF” Giacobbi z GameZone przyznał Gold Edition 7 punktów na 10 możliwych, pisząc, że gra „ma potencjał – ale dopóki nie zostanie wydanych więcej poprawek i nie zostanie rozwiązany problem gry online dla wielu graczy, to w najlepszym wypadku dałbym jej coś nieco powyżej średniej”.
Wersja na PC odniosła komercyjny sukces – do maja 2000 roku na całym świecie sprzedano 350 000 egzemplarzy. Sprzedaż gry przekroczyła 1 milion sztuk do 2007 roku. Szczególną popularność produkcja zdobyła w Wielkiej Brytanii. Według „PC Gamer US” większość sukcesu gry pochodzi z rynków europejskich. Dziennikarz magazynu doniósł: „Gra nie miała tyle szczęścia w Stanach, gdzie zebrała ciepłe recenzje, ale słabo się sprzedawała – częściowo z powodu dużej konkurencji ze strony Rainbow Six, braku ciekawych opcji w trybie wieloosobowym i stosunkowo niewielkiej ekspozycji marketingowej”.